# Jeřáb královský
Jeřáb královský (Balearica regulorum) je velký pták, zástupce čeledi jeřábovitých (Gruidae). Obývá vyprahlé savany v Africe jižně od Sahary, konkrétně ve Východní a Jižní Africe, ačkoli hnízdění probíhá ve vlhčích lokalitách.

## Taxonomie
Rozlišujeme zatím dva recentní poddruhy: B. r. gibbericeps (jeřáb královský východoafrický) obývající Východní Afriku od východní části Demokratické republiky Kongo přes Ugandu (ve které je národním ptákem a je vyobrazen na vlajce Ugandy), Keňu až k východní části Jižní Afriky. Tento poddruh má více červeně zbarvené kůže na hlavě, než druhý poddruh Balearica regulorum regulorum (jeřáb královský jihoafrický), který obývá území od Angoly až téměř k jižnímu konci Jižní Afriky.
Jeřáb královský je spolu s jeřábem pavím jediným druhem čeledi jeřábovitých, který hřaduje na stromech, k čemuž mu napomáhá dobře vyvinutý zadní prst pro sezení na větvích. Pro svou vysokou podobnost s jeřábem pavím (Balearica pavonina), obývajícím Západní, Střední a Severovýchodní Afriku, bývají tyto druhy v přírodě často zaměňovány a jednu dobu se uvažovalo i o možnosti, že může být jeřáb královský jeho poddruhem. Jeřáb paví je také spolu s jeřábem královským jediným zástupcem rodu Balearica.

## Popis

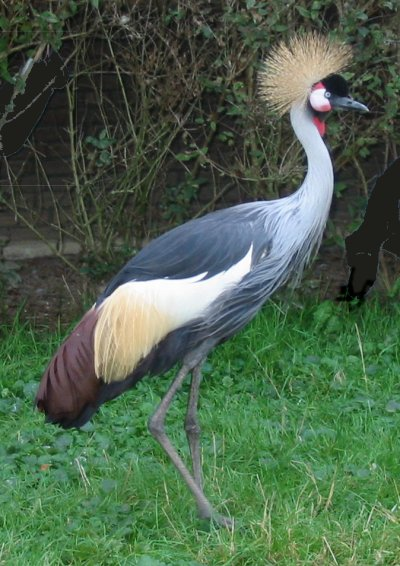
Profil

Jeřáb královský je zhruba jeden metr vysoký pták s hmotností kolem 3,5 kg. Peří na krku a mnohdy i na břiše je šedé, křídla jsou převážně bílá, ale místo toho jsou zbarvena i širokou škálou jiných barev, nejčastěji černou, hnědou nebo tmavě modrou. Charakteristikou od ostatních jeřábovitých (až na jeřába pavího) je korunka na hlavě tvořena ze zlatých tuhých per. Tváře má jasně bílé, nad nimi pak červeně zbarvenou kůži. Červený je i výrazný hrdelní vak. Zobák má na rozdíl od jeřábu žijících více u vody krátký a šedý, nohy má černé. Pohlaví jsou si velice podobná, ačkoli je samec obvykle o něco větší. Mláďata jsou výrazně šedší než dospělci a nemají tak výrazně zbarvený obličej.

## Chování

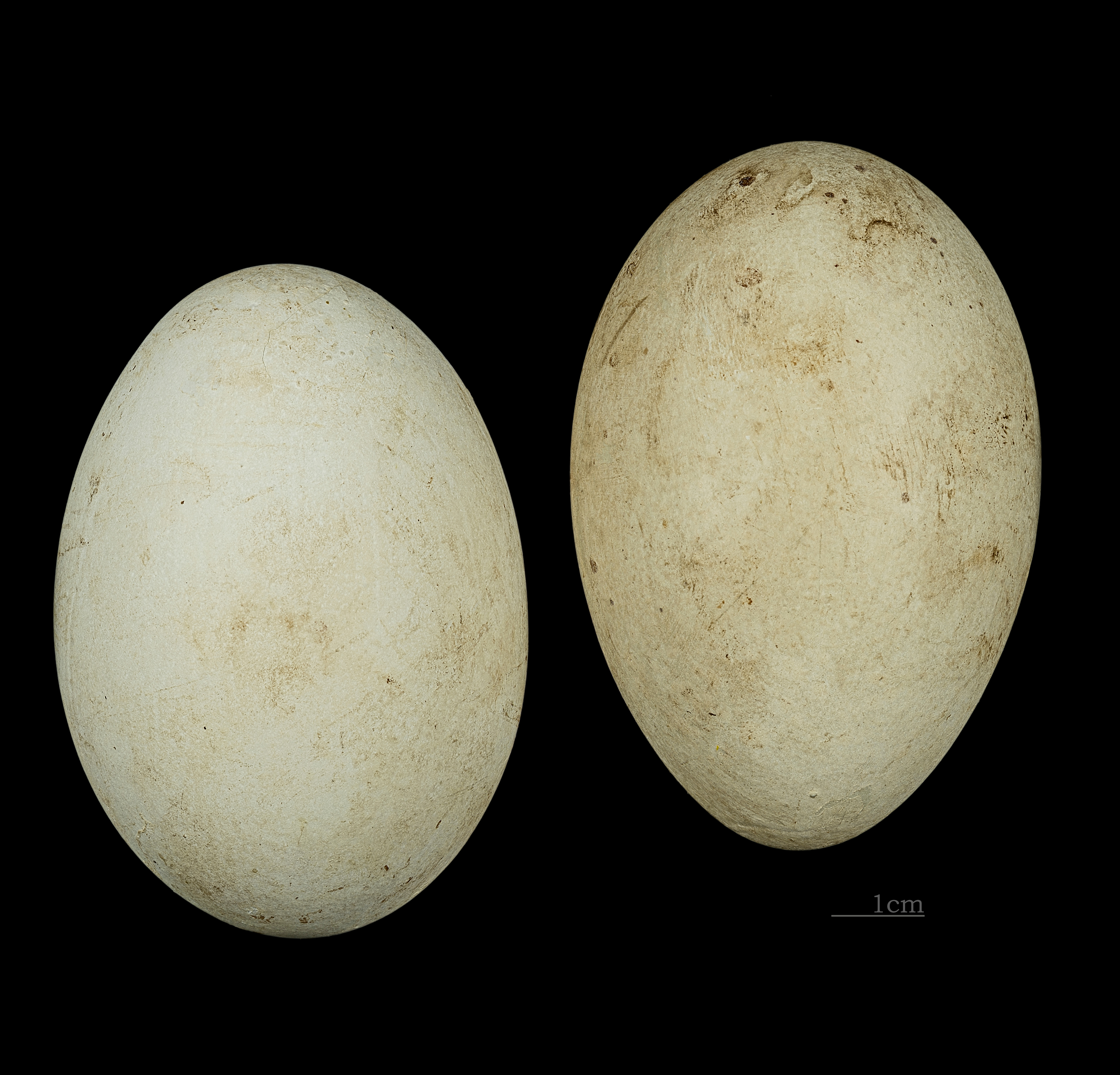
Balearica regulorum gibbericeps

Jeřáb královský je vysoce společenský druh ptáka, který po většinu roku žije v početných skupinách, jejích členové společně nocují na stromech nebo na březích řek. Úchvatné jsou zásnubní tance, kdy oba jeřábi zvedají křídla, mávají jimi, vyskakují kolem do vzduchu a nakonec svá křídla svěsí a uklánějí se jeden druhému. Hnízdo si staví z trávy a jiných rostlin ve vysoké mokřinové vegetaci. Samice jeřába královského klade 2–5 vajec, na kterých sedí střídavě po dobu 28–31 dní oba rodiče. Mláďata jsou plně opeřena ve věku 56–100 dní, schopna letu ve třetím až čtvrtém měsíci a pohlavní dospělosti dosahují ve třetím až čtvrtém roce života. V přírodě se může jeřáb královský dožít průměrně 22 let.

## Potrava
Při hledání potravy obvykle dupe nohama a loví především hmyz, plazy a malé savce.

## Příčiny ohrožení
Ačkoli v současnosti nepatří jeřáb královský mezi vysoce ohrožované druhy, ba naopak mezi druhy málo dotčené, nejvíce ho ohrožuje ztráta přirozeného biotopu kvůli odvodňování, ale také znečišťování vod.

## Jeřáb královský v zoo
V České republice chovají jeřáby královské tyto zoologické zahrady:
- ZOO Dvůr Králové
- ZOO Olomouc
- ZOO Zlín
- ZOO Ostrava
- zoo Dvorec
- Biopark Gymnázia Teplice

Na Slovensku je chován v Zoo Bojnice, Zoo Bratislava a Zoo Košice.